# Хлеб нашей памяти
Памятный знак «Хлеб нашей памяти» — скульптурная композиция, посвященная 200-летнему юбилею Отечественной войны 1812 года и установленная в ряде городов России.

## Описание памятного знака
Памятный знак «Хлеб нашей памяти» представляет собой гранитный куб, сверху которого лежит буханка «Бородинского» хлеба в сочетании с георгиевской лентой и ниспадающим знаменем. На одной из граней куба расположена надпись «В память 200-летия Отечественной войны 1812 года» и указаны даты 1812—2012.
Светлый цвет постамента символизирует чистые помыслы и устремления всех участников Отечественной войны, ломти «Бородинского» хлеба — память о павших известных и безымянных защитниках Отечества, георгиевская лента — символ их ратных подвигов и побед.
Во время торжественного открытия Памятного знака в 11 городах России в Знак была помещена специальная капсула, наполненная землёй с поля Бородинского сражения. Таким образом, города, где установлен «Хлеб нашей памяти» хранят частичку Российской национальной истории и победы.
Подлинность земли подтверждена сертификатом ФБГУК «Государственный Бородинский военно-исторический музей-заповедник».

## История
В 2012 году авторы С. Титлинов, А. Медведев, Л. Богатова, С. Савин создали Памятный знак «Хлеб нашей памяти».
К 200-летнему юбилею победы «Хлеб нашей памяти» был установлен и торжественно открыт в одиннадцати городах России: Рассказово (Тамбовская область), Десногорске (Смоленская область), Салехарде, Новом Уренгое, Тарко-Сале, Лабытнанги, Губкинском, Ноябрьске, Надыме, Муравленко (Ямало-Ненецкий автономный округ), Ишиме (Тюменская область).
В 2015 году в городе Десногорске у воспитанников местного библиотечного театра «Книга на сцене» зародилась традиция проводить у знака «Хлеб нашей памяти» литературные чтения.
В 2016 году в городе Лабытнанги у памятного знака «Хлеб нашей памяти» участниками всероссийского эколого-патриотического проекта «Лес Победы», инициированного общероссийским экологическим общественным движением «Зелёная Россия», было высажено двадцать лиственниц и берёз.